# Kiersity (Bartoszyce)
Pour les articles homonymes, voir Kiersity.
Kiersity est un village polonais de la voïvodie de Varmie-Mazurie, dans le powiat de Bartoszyce.